# Rocco Sollecito
Rocco Sollecito (Grumo Appula, 9 giugno 1948 – Laval, 27 maggio 2016) è stato un mafioso italiano naturalizzato canadese, sottocapo della famiglia Rizzuto a Montréal, in Canada.

## Biografia
Sollecito nacque a Grumo Appula. Era considerato una delle "principali cinque figure" della famiglia Rizzuto ed era responsabile per gli affari nell'edilizia. Fu arrestato il 22 novembre del 2006 assieme a diversi altri soggetti tra cui Nicolo Rizzuto, Paolo Renda, Francesco Arcadi, Lorenzo Giordano e Francesco Del Balso, come parte del Progetto Colisée.
Sollecito si dichiarò colpevole nel settembre del 2008 di "associazione a delinquere con il fine di commettere estorsioni, allibramento, gioco d'azzardo illegale così come possesso di proventi del crimine" e fu condannato ad 8 anni di prigione, tuttavia venne rilasciato nell'estate del 2011. Si ritiene che suo figlio, Stefano, e il figlio di Vito Rizzuto, Leonardo, siano i capi della Mafia a Montreal. Entrambi sono stati arrestati e incriminati di traffico di droga e gangsterismo nel novembre del 2015. Il 19 febbraio del 2018, sono stati rilasciati dalla prigione e assolti dalle accuse di gangsterismo e cospirazione per il traffico di cocaina.

## Morte
Sollecito, sessantasettenne, fu ucciso a colpi di pistola a Laval intorno alle 8:30 locali il 27 maggio del 2016, mentre era alla guida di un SUV BMW bianco.
La morte di Sollecito è ritenuta parte dello smantellamento della vecchia generazione della famiglia Rizzuto. Avvenne solo qualche mese dopo la morte del confidente di Rizzuto, Lorenzo "Skunk" Giordano, colpito a morte in un parcheggio a Laval.
Il 17 ottobre del 2019, Jonathan Massari, Dominico Scarfo, Guy Dion e Marie-Josée Viau sono stati arrestati e incriminati di aver pianificato ed eseguito gli omicidi di Sollecito e Giordano.